# Thomas-Simon Gueullette
Thomas-Simon Gueullette (Parigi, 2 giugno 1683 – Charenton, 22 dicembre 1766) è stato un drammaturgo francese.
Fu anche un narratore, giurista ed erudito.
Magistrato al Châtelet di Parigi, Gueullette è un bibliofilo e collezionista che ha scritto varie opere teatrali in numerosi giornali.
Gueullette ha scritto molte novelle a sfondo esotico nella collezione Il Gabinetto delle Fate. Altra sua opera è I Racconti delle mille e una notte del 1704 di cui fa parte Le trasmigrazioni del Mandarino Fum Hoam.

## Opere
- Les Mille et un quarts d'heure, contes tartars (1715)
- Les Mille et une soirées
- La Confiance des cocus., su bmlisieux.com.